# NGC 3204
NGC 3204 ist eine Balken-Spiralgalaxie vom Hubble-Typ SBb im Sternbild Löwe an der Ekliptik. Sie ist schätzungsweise 220 Millionen Lichtjahre von der Milchstraße entfernt. Die Entfernungsmessungen basierend auf den Radialgeschwindigkeiten stimmen nicht mit den rotverschiebungsunabhängigen Entfernungsschätzungen von 326 ± 5 Millionen Lichtjahren überein.
Das Objekt wurde am 24. Dezember 1827 von John Herschel entdeckt.